# Напі-Гедквортерс (Нью-Мексико)
Напі-Гедквортерс (англ. Napi Headquarters) — переписна місцевість (CDP) в США, в окрузі Сан-Хуан штату Нью-Мексико. Населення — 758 осіб (2020).

## Географія
Напі-Гедквортерс розташоване за координатами 36°39′14″ пн. ш. 108°13′7″ зх. д. / 36.65389° пн. ш. 108.21861° зх. д. (36.653775, -108.218639).  За даними Бюро перепису населення США в 2010 році переписна місцевість мала площу 9,38 км², уся площа — суходіл.

## Демографія
Згідно з переписом 2010 року, у переписній місцевості мешкало 727 осіб у 181 домогосподарстві у складі 161 родини. Густота населення становила 78 осіб/км².  Було 196 помешкань (21/км²).
Расовий склад населення:
| - 97,0 % — корінних американців - 0,6 % — білих |

До двох чи більше рас належало 2,5 %. Частка іспаномовних становила 2,6 % від усіх жителів.
За віковим діапазоном населення розподілялося таким чином: 39,5 % — особи молодші 18 років, 56,8 % — особи у віці 18—64 років, 3,7 % — особи у віці 65 років та старші. Медіана віку мешканця становила 22,1 року. На 100 осіб жіночої статі у переписній місцевості припадало 86,9 чоловіків;  на 100 жінок у віці від 18 років та старших — 78,1 чоловіків також старших 18 років.
Середній дохід на одне домашнє господарство  становив 42 903 долари США (медіана — 29 643), а середній дохід на одну сім'ю — 44 691 долар (медіана — 32 083). Медіана доходів становила 23 984 долари для чоловіків та 22 050 доларів для жінок. За межею бідності перебувало 33,1 % осіб, у тому числі 48,5 % дітей у віці до 18 років та 23,1 % осіб у віці 65 років та старших.
Цивільне працевлаштоване населення становило 238 осіб. Основні галузі зайнятості: мистецтво, розваги та відпочинок — 19,3 %, освіта, охорона здоров'я та соціальна допомога — 17,2 %, транспорт — 10,5 %, роздрібна торгівля — 10,1 %.